# Веллингтонский троллейбус
Веллингтонский троллейбус — закрытая троллейбусная система. Троллейбусы в Веллингтоне являлись частью системы общественного транспорта, система эксплуатировалась с 1949 года по 2017 год. 

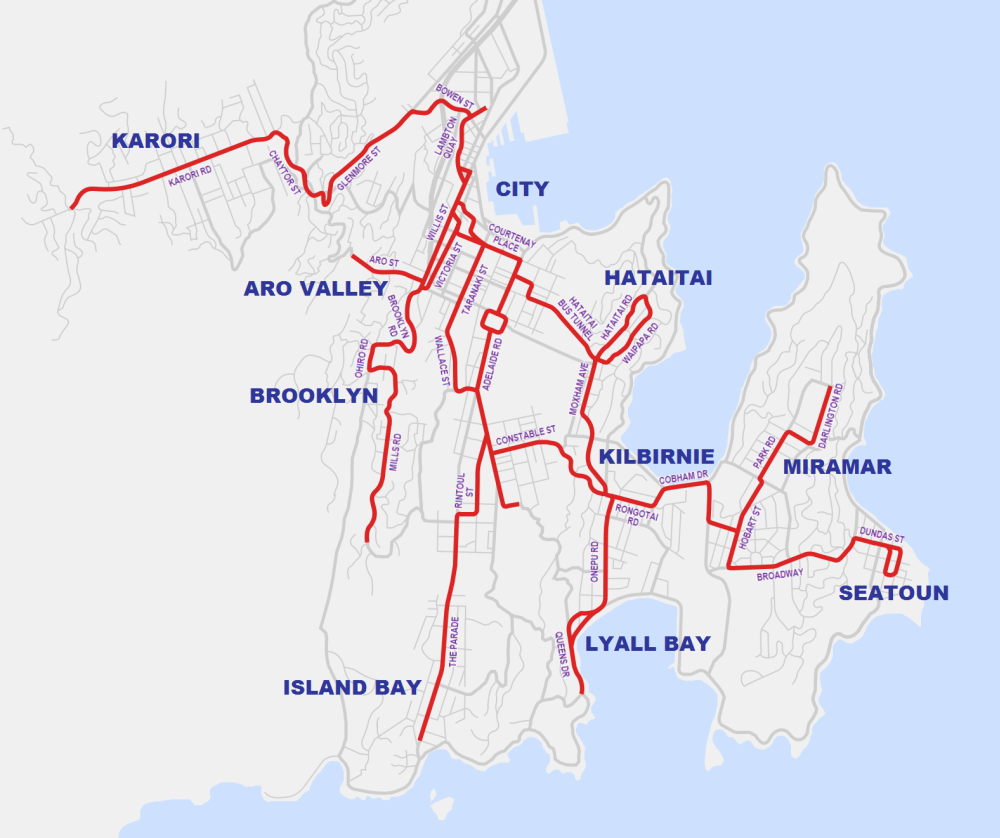
Схема системы

## История

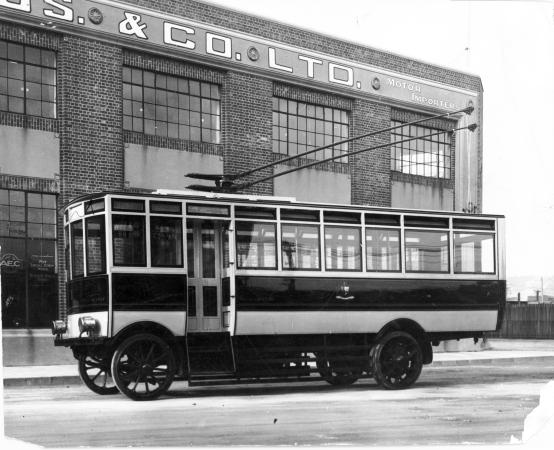
Первый троллейбус в Веллингтоне

Первый троллейбусный маршрут в Веллингтоне начал работать в период между 1924 и 1932 годами. На нём использовался один троллейбус AEC 602.
Троллейбус был пущен в дополнение к трамвайной системе города. Позже система была заменена дизельными автобусами.
Вторая и более обширная троллейбусная система была пущена в 1945 году, когда было принято решение постепенно заменить трамваи города троллейбусами. Троллейбусы были предпочтительнее, чем трамваи, потому что являлись более маневренными и более современными.

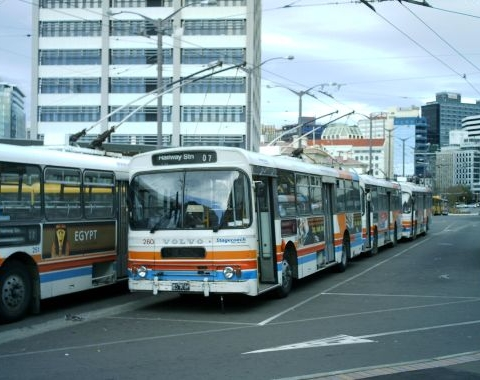
Троллейбусы Volvo у железнодорожного вокзала города

Контактная сеть системы достигла 50 километров. Троллейбусный парк достиг 119 троллейбусов, включающий машины производства Crossley Motors, British United Traction и Volvo.
Троллейбусная система была под угрозой закрытия на протяжении многих лет, в основном, по причине себестоимости. Однако в начале XXI века возросшее внимание к экологичности городского транспорта вынудил компанию сохранить троллейбусы, а в 2007 году было объявлено о закупке троллейбусов нового поколения. Поставка новых троллейбусов началось в 2007 и закончилась в 2009 году. Троллейбусная система была закрыта 31 октября 2017 года из-за высокой стоимости обслуживания.